# Antillanité
L’antillanité est un concept créé par Édouard Glissant (1928-2011), également auteur des concepts de créolisation, de Tout-Monde et de Relation.